# Bird (アルバム)
『bird』（バード）は、日本の歌手・birdの1枚目のアルバムである。

## 概要
- 1999年11月10日には8cmCDシングルを加えた完全生産限定盤「bird -LIMITED SILVER EDITION-」が発売された。

## 収録曲
（全作詞：bird／作曲・全編曲：大沢伸一）

### DISC 1
1. intro〜bird's nest〜（0:49）
2. SOULS（6:29）
  - 1stシングル。
3. 空の瞳（6:24）
  - 4thシングルとしてリカット。
  - トヨタ自動車「ニューセリカ」CMソング。
4. 君の音が聴こえる場所へ（5:29）
  - 3rdシングルとしてリカット。
5. deep breath（0:59）
6. REALIZE feat. SUIKEN+DEV LARGE（6:06）
  - 作詞：SUIKEN、DEV LARGE
7. パズル（3:48）
8. rainterlude（2:02）
9. 雨の優しさを（6:14）
  - 作曲：Monday満ちる
10. BEATS（6:18）
  - 2ndシングル。福岡放送・日本テレビ系「所的蛇足講座」エンディングテーマ。
11. 満ちてゆく唇（Album Swing Mix）（5:59）
  - 5thシングルとしてリカット。
12. 約束（5:18）
13. outro〜greetings from murphy〜（1:46）
  - 「約束」のアウトロ。

### DISC 2（LIMITED SILVER EDITIONのみ）
1. SOULS（Peach Bossa Mix）（6:52）
  - 読売テレビ・日本テレビ系ドラマ「ピーチな関係」主題歌。

## 演奏
- bird
  - Vocal
  - Rap (#6)
- 島健：Piano (#1.2.4.7.8.12)
- 江川ゲンタ：Percussion (#1)
- Monday満ちる
  - Vocal Arrangement (#2.9.10.12)
  - Background Vocals (#9)
- ASATO：Background Vocals (#2.9.10)
- 村山達哉：Strings Arrangement (#2)
- 大沢伸一
  - Beats, MPC-3000'd (#2.4.5.6.7.9.10.12)
  - Guitar (#2.3.5.12)
  - Strings Arrangement (#2)
  - Horn Arrangement, MPC Drums (#3)
  - Fender Rhodes (#3.5.12)
  - Electric Bass (#3.6.10)
  - Wurlitzer (#6)
  - Piano (#10)
  - Moog (#12)
- 金原千恵子ストリングス：Strings (#2)
- 納浩一：Wood Bass (#2.4.9)
- 木村佳代子：Horn Arrangement (#3)
- 森宣之グループ：Horns (#3)
- 布川俊樹：Guitar (#4)
- SUIKEN, DEV LARGE：Rap (#6)
- John Wheeler：Horn Arrangement (#10)
- East 4th Horns：Horns (#10)
- Tonino Baliardo (ジプシー・キングス)：Guitar Solo (#10)
- Paco Baliardo, Mikael Baliardo (ジプシー・キングス)：Rhythmic Guitar, Handclaps (#10)
- Brian Lynch：Monette Trumpet, Horn Arrangement, Strings Arrangement, Acoustic Rhythm Section Arrangement & Conduction (#11)
- Jon Kass：Strings Contractor (#11)
- Jill Jaffe, Ron Lawrence, Mark Feldman, Laura Seaton Fenn, Mary L. Rowell, Vivian I. Barka & Maxine Neuman：Strings (#11)
- Donald Harrison：Alto Sax (#11)
- Bob Franschini：Tenor Sax (#11)
- Gary Smulyan：Baritone Sax (#11)
- Pedro Rodriguez：Trumpet (#11)
- Conrad Herwig, Chris Washburne：Trombone (#11)
- David Hazeltine：Piano (#11)
- Essiet Essiet：Wood Bass (#11)
- Tony Reedus：Drums (#11)
- 有坂美香：Background Vocals (#12)